# Kjetil Ingvaldsen
Kjetil Ingvaldsen (* 15. Februar 1974 in Bergen) ist ein ehemaliger norwegischer Radrennfahrer.
Kjetil Ingvaldsen begann seine Karriere 2006 bei dem norwegischen Continental Team Sparebanken Vest. In seinem ersten Jahr dort wurde er in Andørja mit seinem Mannschaftskollegen norwegischer Meister im Mannschaftszeitfahren. Beim Einzelzeitfahren belegte er den zweiten Platz hinter Kurt Asle Arvesen. 2007 und 2008 wurde er jeweils Dritter der norwegischen Meisterschaft im Mannschaftszeitfahren. 2012 gewann er das Einzelzeitfahren Straumemilen.

## Erfolge
2006
- Norwegischer Meister – Teamzeitfahren (mit Morten Hegreberg und Stian Remme)

## Teams
- 2006–2008 Sparebanken Vest

| Personendaten    | Personendaten              |
| ---------------- | -------------------------- |
| NAME             | Ingvaldsen, Kjetil         |
| KURZBESCHREIBUNG | norwegischer Radrennfahrer |
| GEBURTSDATUM     | 15. Februar 1974           |
| GEBURTSORT       | Bergen                     |